# Echinanthera cephalostriata
Echinanthera cephalostriata — вид змій родини полозових (Colubridae). Ендемік Бразилії.

## Поширення і екологія
Echinanthera cephalostriata мешкають на південному сході Бразилії, в штатах Мінас-Жерайс, Санта-Катаріна, Сан-Паулу, Ріо-де-Жанейро, Еспіріту-Санту і Баїя. Вони живуть у вологих рівнинних атлантичних лісах, на висоті понад 200 м над рівнем моря. Ведуть наземний спосіб життя, активні як вдень, так і вночі, живляться амфібіями.